# Menagaray
Menagaray (en euskera y oficialmente Menagarai) es una localidad del concejo de Menagaray-Beotegui, que está situado en el municipio de Ayala, en la provincia de Álava. 

## Toponimia
En 1114 aparece escrito por vez primera con el nombre de Menegarai, en 1533 Menagarai, en 1636 -y hasta prácticamente la actualidad- Menagaray.Según el investigador Alfredo Orive Fernández, la palabra Menagarai tendría su origen en la suma de los términos vascos Mea (mineral, vena de mineral) y Garai (colina, lugar alto), significando algo así como "parte alta de la mina".

## Geografía física

### Ubicación
Con una extensión de 942 ha, su término limita al norte con  Oquendo, al este con Zuaza, sur con Beotegui (con el que forma concejo) y al oeste otra vez con Beotegui, Retes de Llanteno, Costera y Llanteno.[cita requerida]
De este a oeste le atraviesa la carretera A-624, por lo que la comunicación por carretera con los pueblos vecinos de Amurrio a Arceniega es buena, contando con servicio de autobús de línea con Vitoria (Álava bus) y con Bilbao (Bizkaibus).[cita requerida]
| Noroeste: Llanteno, Gordejuela                | Norte: Gordejuela     | Nordeste: Oquendo, Zuaza |
| Oeste: Llanteno                               |                       | Este: Zuaza              |
| Suroeste: Llanteno, Costera Retes de Llanteno | Sur: Beotegi, Quejana | Sureste: Zuaza, Quejana  |

### Orografía
La localidad se sitúa en la Tierra de Ayala, a unos 300 m de altitud media, sobre un terreno suavemente ondulado formado por colinas y vaguadas que se alinean en dirección norte-sur y que origina la división de aguas hacia dos cuencas fluviales:  la del río Izalde al este y la del Ibaizabal al oeste. Es a estos ríos donde vierten sus aguas los arroyos Atxa, Pozobalza, Ezkorreka, Gurialde y Garbea. El sustrato geológico pertenece al cretácico inferior y está constituido, en general, por margas calizas grises que localmente intercalan estratos arcillosos.
Las mayores altitudes están en la zona norte con los montes Martiniko, Garondo y Mastondo, en cuyas laderas, hasta principios del siglo XX abundaban los castaños, robles, madroños —llamados localmente bortos— y pinos rodenos. Esta vegetación, en parte, autóctona, se mantiene de una manera residual, desplazada por cultivos forestales de Pinus radiata, llamado localmente “insignis”.[cita requerida]
Junto a los arroyos y otras zonas constantemente húmedas hay bosquetes de ribera, como choperas, fresnedas y alisedas, y en las zonas bajas aledañas a los caseríos se extienden las praderas.[cita requerida]
En las zonas húmedas y junto a los arroyos encontramos choperas, fresnedas y alisedas, y junto a los caseríos y zonas bajas se extienden abundantes y jugosas praderas.[cita requerida]

## Historia
Se documenta el nombre de Menagarai desde 1114 en el apellido toponímico de “Sancio Ennecoz de Menegarai”, uno de los testigos de la donación de Diego López de Lejarzo del monasterio de Santa Cecilia y San Clemente de Obaldia (Madaria) al monasterio de San Millán de la Cogolla.
Sin embargo, si ya en 1095 estaban poblados y tenían iglesias lugares como Amurrio y Respaldiza (en el mismo eje que comunica el valle del Nervión con Arceniega), parece obvio pensar que, aunque sin apoyos documentales, lo mismo pueda pasar con Menagarai, que desde lo alto de la loma de San Pedro –donde se sitúa la iglesia– vigilaba dicho eje. Tanto es así que al remover unas tierras junto a la iglesia de San Pedro en la década de los 90 del pasado siglo, se descubrió una estela discoidal -fechada en los siglos VIII-IX- procedente de una probable necrópolis altomedieval.[cita requerida]
En la colina de San Pedro, como núcleo del pueblo, se celebraban las juntas de concejo “reunidos los vecinos a repique de campana bajo el peral del señor San Pedro”, según se puede leer en los libros de actas de su concejo.  En este mismo lugar, según consta en los libros parroquiales, se colocaría el árbol o “el mayo” el día de san Pedro.  Por todo lo anterior se ve que un árbol –el peral– y la iglesia hacían de San Pedro el punto de encuentro de los distintos barrios y caseríos.[cita requerida]
En Menagarai está vigente el Fuero de Ayala (Derecho civil vasco).[cita requerida]

## Geografía humana

### Organización territorial

#### Barrios y caseríos
Menagarai distribuye su caserío de norte a sur, asentándose sus diferentes barrios y caseríos en los diferentes accidentes geográficos que dan forma al paisaje.[cita requerida]
El barrio más poblado es Mendieta, que se articula en torno a la carretera comarcal A-624 Vitoria-Balmaseda, antes Calzada o Camino Real. Otros barrios son La Calzada, Aretxa, Iturribarria, Arana, Mendiko, Txirigoa e Ibaizabal en las laderas próximas a ese camino. El poeta Francisco Arechavala y Rodríguez, en el siglo XIX, dedica una de sus poesías -"A la Venta de Ibaizabal"- al caserío del mismo nombre, en cuya fachada está escrito “Mesón de San Antonio. Año 1787”). Billarkudi, Aretxabala, Los Riberos e Iza junto al camino que baja a Lanteno. Y Barrio  Jauregi en el paso al valle de Zuatza. En las últimas décadas del siglo XX ha ido surgiendo, con casas de nueva construcción, un nuevo núcleo poblacional en la loma de San Pedro, junto a la Iglesia.[cita requerida]

### Demografía
En 1556, la localidad estaba compuesta por 60 vecinos. La fogueración de la Tierra de Ayala hecha a finales de 1725 daba para esta localidad la cifra de 43 vecinos (tenían casa propia y pagaban repartimiento entero), 6 moradores (inquilinos que pagaban medio repartimiento), 1 viuda y 7 pobres sin propiedad. En 1802 había 60 vecinos. En 1861, según la nómina de culto y clero, Menagarai tenía 326 habitantes y 2 clérigos para atender su parroquia.  Sus habitantes han sido conocidos tradicionalmente con el sobrenombre de "toledanos".[cita requerida]
| Gráfica de evolución demográfica de Menagaray entre 2000 y 2018 |
|                                                                 |
| Población de derecho según los censos de población del INE.     |

## Heráldica

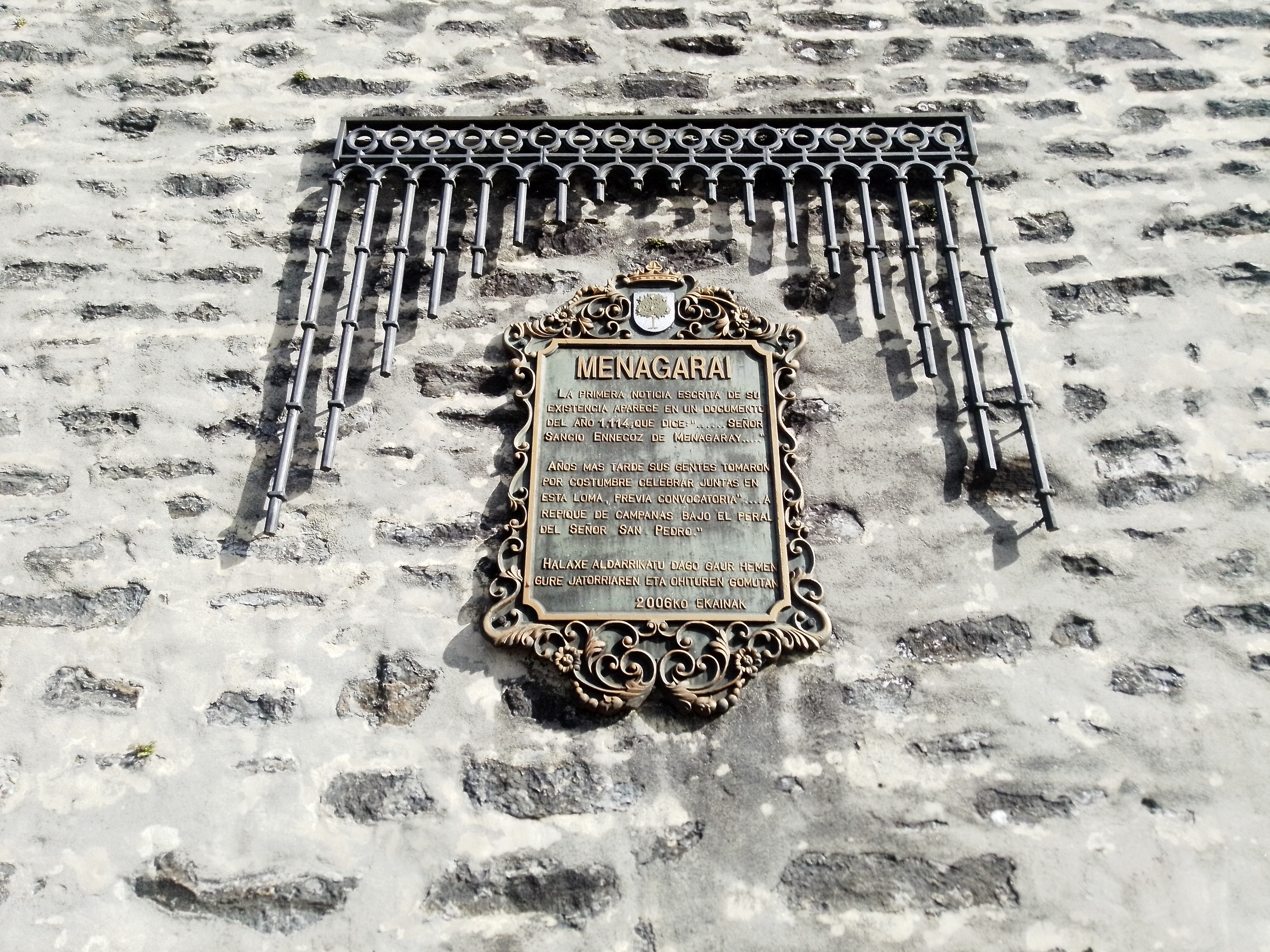
Placa explicativa del origen de Menagarai

De sinople, un árbol de plata cargado de seis peras de sinople, surmontado a su siniestra por una campana de plata. Todo ello en referencia a las juntas de concejo que realizaban los vecinos bajo "el peral del Señor San Pedro" llamados a repique de campana.

## Cultura

### Patrimonio material
Procedente del siglo VIII-IX es la estela funeraria localizada junto a la iglesia de San Pedro, actualmente depositada en el Museo de Arqueología de Álava (Bibat). Se trata de un bloque de piedra arenisca con cabeza ovalada y pie rectagular. En una de las caras de la cabeza aparece una decoración sencilla en forma de red, formada por dos líneas paralelas y otras dos no paralelas, que se cruzan entre sí.[cita requerida]
Iglesia de San Pedro. Se construyó en 1746, dentro de las tendencias del barroco avanzado y apuntando ya al neoclásico, por Manuel de Arechavala, Pedro de Mendieta y Mateo de Aguirre - vecinos de Menagarai- por 32.900 reales de vellón.

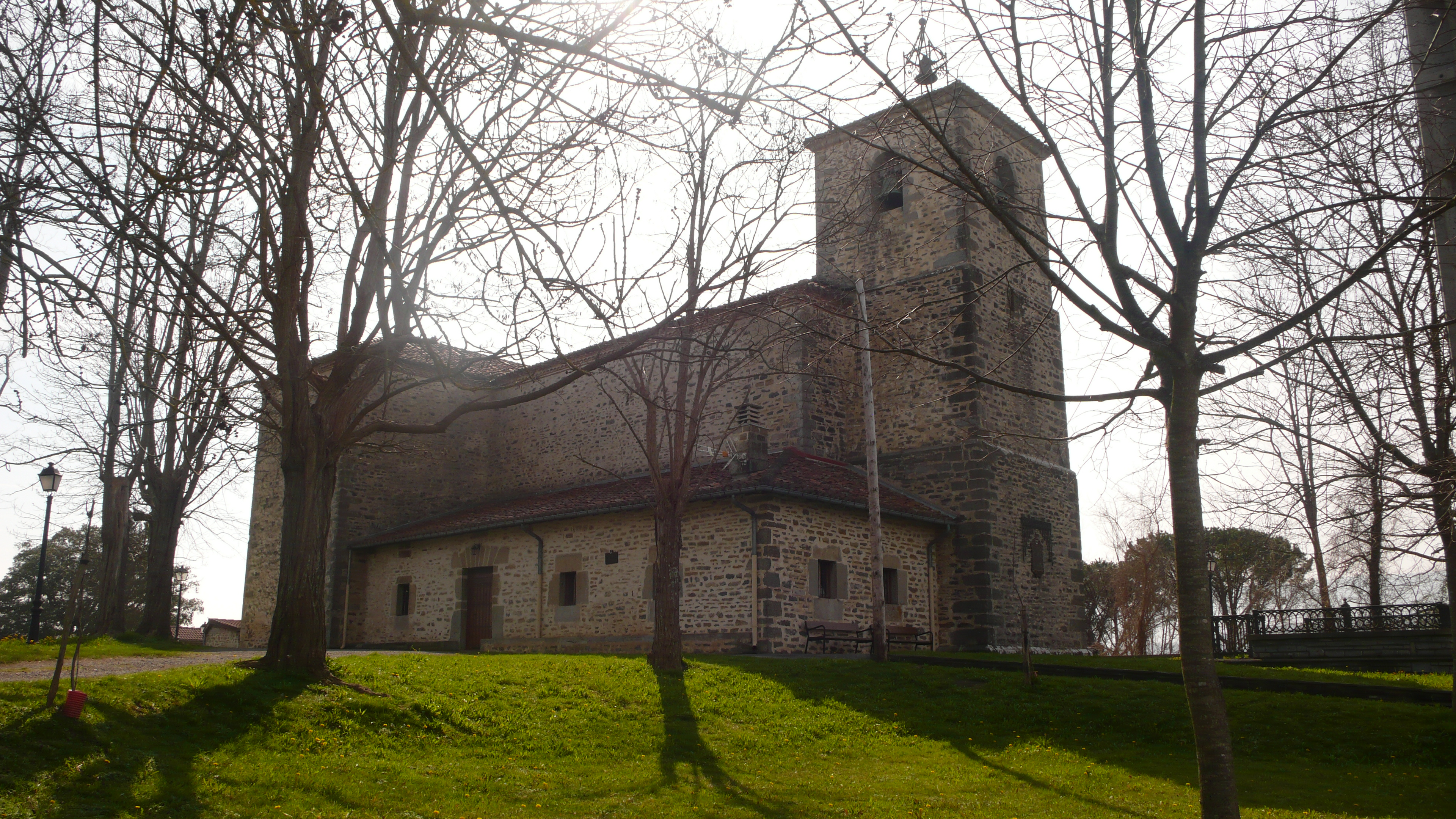
Iglesia de San Pedro de Menagarai

Se trata de un templo de planta de cruz latina con cabecera poligonal y presbiterio corto cubierto por bóveda de seis nervaduras convergentes en un florón.  El crucero se cubre con bóveda de aristas y la nave principal por tres tramos de bóveda de lunetos. El brazo izquierdo de la cruz presenta su bóveda cubierta de motivos geométricos y el derecho una simple cubierta de arista con cogollo floral.  Los arcos fajones y formeros son de medio punto y se apean en pilastras muy salientes. El cañón de la bóveda descansa en una cornisa moldurada.  Ya en el exterior, el tejado se apoya en un curioso alero de ladrillo con arcos y puntas de gusto mudéjar.[cita requerida]
En la sacristía se conserva el aguamanil venerado y la cajonería neoclásica de tres cuerpos, con tiradores de bronce.[cita requerida]
El retablo mayor, buena obra del último barroco con líneas neoclásicas, fue realizado por el arquitecto de Orduña Tomás de la Peña.  El Cuerpo principal está formado por tres calles entre columnas corintias doradas en sus capiteles y en las acanaladuras de sus fustes.  En la calle central va una pintura de gran formato (2,40 X 3 m.) obra de Ginés Andrés de Aguirre, pintada en 1764 -el mismo año en que su autor es elegido Académico Supernumerario de Bellas Artes-, que representa la curación del cojo en la puerta del Templo de Jerusalén por San Pedro (titular de la Parroquia) y San Juan. Se trata de un encargo de Eugenio de Llaguno y Amírola, a quién en 1765 le realizó un retrato. En las calles laterales, acopladas a los ochavos laterales de la cabecera del templo se abren dos nichos avenerados en donde se asientan dos tallas neoclásicas de buen tamaño con las figuras de San José y San Juan.[cita requerida]
Otros retablos del templo son el de la Virgen del Rosario (rococó), el de la Dolorosa (rococó) -obra de Gregorio Durán-, el de las Animas (siglo XVIII), San Cosme y San Damián y el de San Antonio Abad de principios del siglo XX.[cita requerida]
Importante valor artístico tiene una cruz procesional -repujada en plata- y un copón, obra del platero vitoriano Rafael de Ballerna.[cita requerida]
Ermita del Cristo de Mendieta es un edificio de planta rectangular con cabecera recta y dos tramos abovedados, obra del siglo XVIII. El del frontis es cuadrado y va cubierto por una cúpula de pechinas; el de los pies se cubre por bóveda de lunetos. Campanario de un solo hueco de campanas, remate en ángulo terminado en cruz y cuatro pirámides en sus flancos. En el centro del retablo se sitúa una imagen moderna de Cristo crucificado bajo un pabellón barroco con cortinajes de madera y dos columnas corintias con tallos dorados a los lados. En el cuerpo superior, un marco ovalado encuadra la copia de la Virgen con el Niño de Murillo entre decoración de rocalla.  La mesa utilizada como altar procede de San Nicolás de Iza.
Ermita de San Nicolás de Iza es una construcción rural del siglo XVIII a la que se accede mediante un gran arco que abre totalmente el frontis del edificio. Su retablo es un pequeño ejemplo de las primeras décadas del siglo XVII y alberga una imagen de bulto redondo de San Nicolás atribuida a Luis Salvador Carmona.

#### Torres y casas solariegas
En el siglo XVIII existía la torre de Aretxabala, y en el barrio de Arana tuvo vida la torre de Txabarri. Ninguna de las dos ha llegado hasta la actualidad.
Menagarai exhibe en su catálogo numerosas casas solariegas que se adaptan a la tipología de  palacio rural del barroco.  Son destacables el palacio de Mendieta, el desaparecido de Larrinaga o el de Llaguno en el Barrio de Mendieta. El palacio de Aretxa en el barrio del mismo nombre, el de Villachica en Jáuregui -en ruinas-, el de Acebal en Iturribarria y el de los Aretxabala en el barrio del mismo nombre.[cita requerida]
Palacio de Mendieta es un palacio rural levantado en 1763 por el arquitecto bilbaíno Felipe Antonio de Lapeña, a expensas del señor Francisco de Mendieta y Arecha. Se trata de una casa cuadrada con tejado a cuatro aguas, que tiene anexos en un lateral dos edificios más, entre ellos una capilla. De fábrica de mampostería con sillares en los vanos y las esquinas, está ornada por tallas en madera en los canes del alero y por buenos trabajos de rejería en los balcones.
Palacio Irabien (anteriormente casa de Llaguno) se construyó en 1704 por Juan Andrés de Llaguno Fernández de Jauregi cuyo oficio era constructor de iglesias, fue construida al estilo de una gran catedral con sillería noble y muchos detalles innovadores para la época. Aquí nació Eugenio de Llaguno y Amirola.

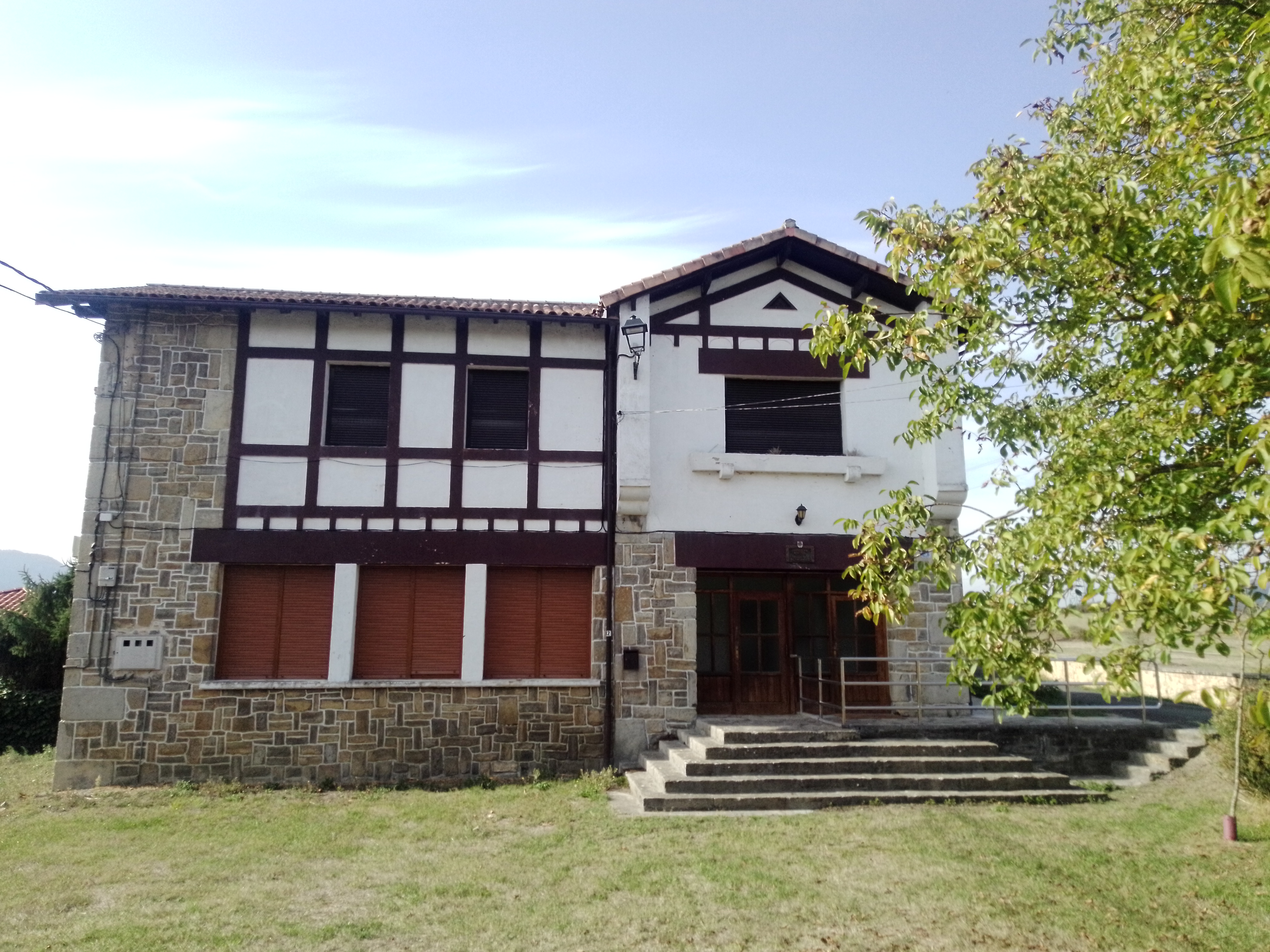
Escuelas de Menagarai

#### Otros elementos de interés
- Cementerio en la parte de atrás de la iglesia.
- Escuela de Menagarai.
- Colegio de Educación Especial Amor Misericordioso.
- Cruz de Ánimas, del siglo XVIII, en el camino al Barrio de Jauregi. Está localizada en una intersección de caminos, de cara  a la parroquia de San Pedro, e invita al caminante a que ore por la salvación de las ánimas. "Ánimas. Encomiendanos a Dios. Cierto puedes estar que te lo hemos de pagar" reza la inscripción que en ella aparece.
- Cruz de Kanpirio, desde donde todos los 3 de mayo (conmemoración del descubrimiento del Lignum Crucis por Santa Elena, madre del emperador Constantino de Bizancio) -tras acudir en procesión religiosa los vecinos de la localidad- se bendecían los campos para evitar plagas y pedriscos, y conseguir así buenas cosechas.
- Fuente y lavadero del Barrio de Mendieta.
- Fuente y placa conmemorativa sobre el origen de Menagarai, en la Campa de la Iglesia de San Pedro.
- Escultura abstracta' de hierro dedicada al que fue vecino de la localidad Pepe Larrínaga. Obra de Luis Padura, en el Parque de Mendieta.
- Escultura conmemorativa de los 25 años de Menagaraiko Emakume Taldea, obra de Luis Padura, en la Campa de la Iglesia de San Pedro.
- Escultura funeraria (lauburu y argizaiola sobre laja de piedra), obra de Luis Padura, en el cementerio de Menagarai.

### Patrimonio inmaterial
- El último domingo de enero se celebra la Rifa de patas
- El 4 de febrero se canta de caserío en caserío a Santa Águeda.
- Por carnavales se pedía para el gallo (jueves lardero)
- 29 de junio: San Pedro.
- 27 de septiembre: San Cosme y San Damián. Santos protectores de los niños cuya bendición especial es de gran arraigo en la comarca.
- 6 de diciembre: San Nicolás de Iza.

## Personajes ilustres
- Francisco de Mendieta y Retes, pintor y escritor. Siglo XVI.

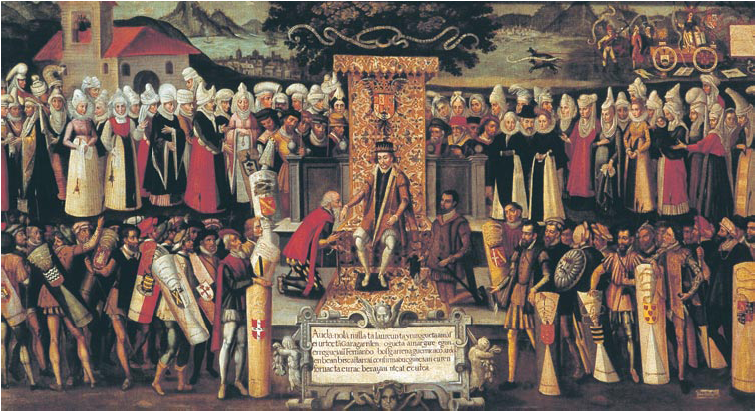
Fernando el Católico firmando los Fueros en Gernika según cuadro de Francisco de Mendieta.

- Eugenio de Llaguno y Amírola, secretario de la Real Academia  de la Historia y del Consejo de Estado con Carlos III.
- Andrés Antonio Gorbea y Gancedo, catedrático de la Universidad de Toledo y Santiago de Chile. Siglo XIX.
- Francisco de  Acebal y Arratia, senador. Siglo XVIII.
- Marcos de Gancedo Amézaga, maestro de Obras. Siglo XVIII.
- Juan Andrés de Llaguno Fernández de Jauregui, maestro-constructor. Siglo XVIII.
- Plácido Allende Plágaro, ingeniero de Minas y político del siglo XIX.
- Mari Puri Herrero (Bilbao 1942), pintora de caballete, residente durante gran parte del año en Menagarai, dónde tiene su taller.